# Primula optata
Primula optata là một loài thực vật có hoa trong họ Anh thảo. Loài này được Farrer miêu tả khoa học đầu tiên năm 1916.